# Indywidualne Mistrzostwa Świata na Żużlu 1980
Indywidualne Mistrzostwa Świata na Żużlu 1980 – cykl turniejów żużlowych mających wyłonić najlepszych żużlowców na świecie. Tytuł wywalczył Michael Lee z Wielkiej Brytanii.
W Finale Światowym wystąpił jedyny Polak Zenon Plech – piętnaste miejsce.

## Finał Światowy
- 5 września 1980 r. (piątek),  Göteborg – Stadion Ullevi

| Msc. | Zawodnik           | Kraj              | Pkt  |                |  |
| ---- | ------------------ | ----------------- | ---- | -------------- |  |
| 1    | Michael Lee        | Wielka Brytania   | 14   | (2,3,3,3,3)    |  |
| 2    | Dave Jessup        | Wielka Brytania   | 12+3 | (3,2,2,2,3) +3 |  |
| 3    | Billy Sanders      | Australia         | 12+2 | (3,1,3,2,3) +2 |  |
| 4    | Jan Andersson      | Szwecja           | 11   | (3,0,2,3,3)    |  |
| 5    | Bruce Penhall      | Stany Zjednoczone | 9    | (3,2,1,1,2)    |  |
| 6    | John Davis         | Wielka Brytania   | 9    | (2,1,1,3,2)    |  |
| 7    | Peter Collins      | Wielka Brytania   | 8    | (1,3,3,1,0)    |  |
| 8    | Kai Niemi          | Finlandia         | 8    | (0,1,3,2,2)    |  |
| 9    | Chris Morton       | Wielka Brytania   | 8    | (2,1,1,3,1)    |  |
| 10   | Finn Thomsen       | Dania             | 7    | (2,3,1,0,1)    |  |
| 11   | Hans Nielsen       | Dania             | 7    | (1,2,0,2,2)    |  |
| 12   | Aleš Dryml         | Czechosłowacja    | 5    | (0,3,2,0,0)    |  |
| 13   | Jiří Štancl        | Czechosłowacja    | 5    | (1,2,0,1,1)    |  |
| 14   | Egon Müller        | RFN               | 4    | (1,0,2,d,1)    |  |
| 15   | Zenon Plech        | Polska            | 1    | (d,0,0,1,0)    |  |
| 16   | Petr Ondrasik      | Czechosłowacja    | 0    | (0,0,0,0,0)    |  |
|      | rez. Ole Olsen     | Dania             | ns   |                |  |
|      | rez. Vaclav Verner | Czechosłowacja    | ns   |                |  |